# 도조 후미히로
도조 후미히로(일본어: 東条 文博, 1944년 7월 12일 ~ )는 일본의 전 프로 야구 선수이다. 가고시마현 미나미사쓰마시 출신이며 현역 시절 포지션은 내야수였다.

## 인물
가고시마 실업고등학교 시절에는 3루수로서 1961년 하계 고시엔 대회(제43회 전국 고등학교 야구 선수권 대회)에 출전했는데 가고시마 실업고등학교로서는 고시엔 대회에 첫 출전을 이뤘다. 1차전 상대인 주쿄 상업고등학교와의 맞대결에서는 야마나카 다쓰미, 하야시 도시히코 투수 등에게서 완봉패를 당했다. 고교 졸업 후 1963년 난카이 호크스에 입단했는데 난카이에서는 이렇다 할 만한 활약을 보여주지 못할 정도의 출전 기회를 얻지 못하고 1966년에 무토 시로와 함께 현금 트레이드로 산케이 아톰스로 이적했다. 1966년에는 2루수, 유격수로 기용되면서 54경기에 선발 출전했지만 타격면에서 부진을 겪는 등 이후엔 출전 기회가 줄어들었다.
하지만 1969년에는 사이온지 아키오가 부상으로 전력에서 이탈한 뒤 주전 유격수, 1번 타자로 자리를 잡았고 그 해엔 타격이 되살아나면서 규정 타석에는 이르지 못했지만 타율 3할 2푼, 17개의 도루를 기록했다. 8월 17일 히로시마 도요 카프전에서 오바 스스무로부터 끝내기 홈런을 때려냈다. 팀 이름이 ‘야쿠르트 아톰스’로 바뀐 1970년에는 팀의 17연패를 저지하는 끝내기 안타를 치는 등 130경기에 모두 출전하여 시즌 28개의 도루를 기록, 도루왕 타이틀을 획득했다.
1975년에는 롯데 오리온스에 이적했고 그해 시즌 종료 후 현역에서 은퇴했다.

## 상세 정보

### 출신 학교
- 가고시마 실업고등학교

### 선수 경력
- 난카이 호크스(1963년 ~ 1965년)
- 산케이 아톰스·아톰스·야쿠르트 아톰스·야쿠르트 스왈로스(1966년 ~ 1974년)
- 롯데 오리온스(1975년)

### 수상·타이틀 경력
- 도루왕 : 1회(1970년)

### 등번호
- 68(1963년 ~ 1965년)
- 34(1966년 ~ 1967년)
- 38(1968년 ~ 1974년)
- 30(1975년)

### 연도별 타격 성적
| 연 도       | 소 속                  | 경 기 | 타 석 | 타 수 | 득 점 | 안 타 | 2 루 타 | 3 루 타 | 홈 런 | 루 타 | 타 점 | 도 루 | 도 루 자 | 희 생 번 | 희 생 플 | 볼 넷 | 고 4 | 사 구 | 삼 진 | 병 살 타 | 타 율 | 출 루 율 | 장 타 율 | O P S |
| ----------- | ---------------------- | ----- | ----- | ----- | ----- | ----- | ------- | ------- | ----- | ----- | ----- | ----- | -------- | -------- | -------- | ----- | ---- | ----- | ----- | -------- | ----- | -------- | -------- | ----- |
| 1965년      | 난카이                 | 14    | 15    | 11    | 3     | 4     | 2       | 0       | 0     | 6     | 0     | 0     | 3        | 1        | 0        | 2     | 0    | 1     | 3     | 0        | .364  | .500     | .545     | 1.045 |
| 1966년      | 산케이 아톰스 야쿠르트 | 91    | 212   | 184   | 20    | 38    | 5       | 1       | 0     | 45    | 4     | 5     | 7        | 12       | 0        | 15    | 0    | 1     | 26    | 0        | .207  | .270     | .245     | .515  |
| 1967년      | 산케이 아톰스 야쿠르트 | 79    | 161   | 156   | 19    | 30    | 7       | 1       | 0     | 39    | 6     | 3     | 2        | 0        | 1        | 3     | 0    | 1     | 19    | 0        | .192  | .213     | .250     | .463  |
| 1968년      | 산케이 아톰스 야쿠르트 | 64    | 52    | 44    | 11    | 7     | 1       | 0       | 0     | 8     | 5     | 7     | 3        | 1        | 0        | 7     | 0    | 0     | 10    | 0        | .159  | .275     | .182     | .456  |
| 1969년      | 산케이 아톰스 야쿠르트 | 96    | 313   | 275   | 61    | 88    | 14      | 3       | 3     | 117   | 17    | 13    | 7        | 11       | 0        | 22    | 0    | 5     | 35    | 0        | .320  | .381     | .425     | .806  |
| 1970년      | 산케이 아톰스 야쿠르트 | 130   | 526   | 473   | 48    | 118   | 18      | 3       | 2     | 148   | 23    | 28    | 15       | 20       | 2        | 27    | 1    | 4     | 55    | 4        | .249  | .296     | .313     | .609  |
| 1971년      | 산케이 아톰스 야쿠르트 | 126   | 446   | 394   | 35    | 88    | 14      | 2       | 1     | 109   | 15    | 16    | 10       | 22       | 1        | 23    | 0    | 6     | 33    | 7        | .223  | .277     | .277     | .553  |
| 1972년      | 산케이 아톰스 야쿠르트 | 112   | 385   | 346   | 37    | 84    | 15      | 3       | 1     | 108   | 25    | 15    | 8        | 12       | 5        | 21    | 0    | 1     | 49    | 3        | .243  | .288     | .312     | .600  |
| 1973년      | 산케이 아톰스 야쿠르트 | 125   | 449   | 407   | 35    | 91    | 14      | 2       | 2     | 115   | 28    | 9     | 14       | 13       | 1        | 28    | 0    | 0     | 53    | 6        | .224  | .274     | .283     | .556  |
| 1974년      | 산케이 아톰스 야쿠르트 | 78    | 275   | 248   | 23    | 56    | 10      | 1       | 0     | 68    | 10    | 8     | 7        | 7        | 0        | 19    | 0    | 1     | 35    | 2        | .226  | .284     | .274     | .558  |
| 1975년      | 롯데                   | 68    | 100   | 90    | 26    | 20    | 1       | 2       | 1     | 28    | 5     | 4     | 6        | 4        | 1        | 5     | 0    | 0     | 9     | 3        | .222  | .263     | .311     | .574  |
| 통산 : 11년 | 통산 : 11년            | 983   | 2934  | 2628  | 318   | 624   | 101     | 18      | 10    | 791   | 138   | 108   | 82       | 103      | 11       | 172   | 1    | 20    | 327   | 25       | .237  | .289     | .301     | .590  |

- 굵은 글씨는 시즌 최고 성적.
- 산케이(산케이 아톰스)는 1969년에 아톰스로, 1970년에 야쿠르트(야쿠르트 스왈로스)로 구단명을 변경